# ВК Зенит (Казан)
ВК „Зенит“ (Казан) е руски волейболен клуб в гр. Казан, Татарстан, основан на 13 май 2000 г.
Тимът е 10-кратен шампион на Русия, 7-кратен носител на Купата на Русия по волейбол, 6-кратен носител на Суперкупата на Русия и 6-кратен носител на Шампионската лига.
Отборът играе домакинските си мачове в ЦВ „Санкт Петербург“. До 2008 г. отбора на Зенит Казан се нарича Динамо-Таттрансгаз.

## Успехи
- 11 пъти Шампион на Русия: 2007, 2009, 2010, 2011, 2012, 2014, 2015, 2016, 2017, 2018, 2023.
- 11 пъти носител на Купата на Русия: 2004, 2007, 2009, 2014, 2015, 2016, 2017, 2018, 2019, 2021, 2022.
- 8 пъти носител на Суперкупата на Русия: 2010, 2011, 2012, 2015, 2016, 2017, 2018, 2020.
- 6 пъти носител на Шампионската лига: 2008, 2012, 2015,[2] 2016[3], 2017, 2018.
- Шампион на световното клубно първенство: 2017.